# João Coser
João Carlos Coser, mais conhecido como João Coser (pronunciado [ʒuˈɐ̃w ˈkɔzeʁ]) (Santa Teresa, 13 de março de 1956), é um advogado e político brasileiro.
Formado em Direito pela UniCEUB, foi membro fundador do Partido dos Trabalhadores no Espírito Santo. Foi presidente do Sindicato dos Comerciários do Espírito Santo e da CUT capixaba.
Ingressou na política elegendo-se por dois mandatos consecutivos de deputado estadual (1987-1995). Logo quando iniciou o primeiro mandato, presidiu a comissão parlamentar de inquérito que investigou irregularidades na Cohab-ES de 1987 a 1988. Ao longo da legislatura, foi titular das comissões de Constituição e Justiça, de Serviço Público e de Redação, e suplente nas de Finanças, de Economia e de Orçamento, Fiscalização, Controle e Tomada de Contas.
Disputou a prefeitura de Vitória pela primeira vez em 1992, ficando em terceiro lugar.  
Foi eleito por dois mandatos seguidos para deputado federal (1995-2003). Em novembro de 1998, votou contra o teto de R$1.200 para as aposentadorias no setor público, e o estabelecimento de idade mínima e tempo de contribuição para o setor privado. 
Concorreu em 2002 ao Senado mas não foi eleito, mas em 2004 candidatou-se e foi eleito a prefeito de Vitória, derrotando em segundo turno César Colnago. Reeleito em 2008, ainda em primeiro turno.
Presidiu, de 2009 a 2013, a Frente Nacional de Prefeitas e Prefeitos - FNP.
Em 2014, concorreu novamente ao Senado, mas não foi eleito.
Ao longo de toda sua vida política, João Coser foi filiado ao PT. São 40 anos do diretório capixaba e 40 anos de filiado ao partido. Esteve à frente do PT como presidente da legenda do diretório municipal de Vitória por um mandato e outros três como presidente estadual.